# کونیگسهوگل
کونیگسهوگل (به آلمانی: Königshügel) یک شهر در آلمان است که در رندسبورگ-اکرنفورده واقع شده‌است.
 کونیگسهوگل  ۱۶۷ نفر جمعیت دارد.